# Giù
Giù è il secondo EP del rapper marocchino-italiano Neima Ezza, pubblicato il 1º luglio 2022 dalla Epic Records.

## Tracce
1. Casa (Acoustic Version) – 2:57
2. Giù – 2:46
3. Lei (feat. Rondodasosa) – 3:22
4. Euro – 3:23
5. Fedele al quartiere (feat. Vale Pain) – 3:20
6. Basta – 3:17
7. C'est pas facil – 3:21
8. Bebe (feat. Baby Gang) – 2:46
9. Anni 90 – 2:44
10. Aiuto – 3:36
11. Casa – 3:18

## Classifiche

### Classifiche settimanali
| Classifica (2024) | Posizione massima |
| ----------------- | ----------------- |
| Italia            | 6                 |